# Наше життя (газета, Бобровиця)
«Наше життя» — районна газета Бобровицького району Чернігівської області.

## Історія
- В радянські часи газета називалася «Сталінський шлях», «Радянське село», «Жовтнева зоря». Видається з жовтня 1930 року.

## Адреса
17400, Чернігівська обл., Бобровицький р-н, м. Бобровиця, вул. Лупицька, 6.

## Люди
- Перший редактор газети — Сергій Пахомов. За ним посаду редактора займали Іван Мохнач, Зінаїда Хуторна, Григорій Зорка, Володимир Нємченко та інші.

- В 1990-х і 2000-х редактором газети працював Віктор Криворучко, заслужений журналіст України.[1]

- В 1992—2006 в редакції газети завідувачкою відділу громадсько-політичного життя[2] та заступником головного редактора працювала українська поетеса і журналіст Тетяна Череп.

- Із 2003-го по сьогодні бобровицькою районною газетою керує Ганна Плющ.